# Ezéchiel Saad
Pour les articles homonymes, voir Saad.
Ezéchiel Saad (29 août 1943, Argentine), est un écrivain, artiste-peintre, infographiste et conférencier argentin, naturalisé français en 1990. Spécialisé dans l’étude du Yi King (Yi Jing ou I Ching), le Livre des transformations, il est l’auteur de quatre livres sur ce thème publiés à partir de 1989.

## Biographie
Ezéchiel Saad est né à Buenos Aires dans une famille ayant émigré de Syrie et d’Ukraine. Très tôt, il est attiré par l’humanisme, l’altruisme et encouragé dans la poésie par ses contemporains, le peintre Pérez Celis et la poétesse Alejandra Pizarnik.
Depuis sa jeunesse il voyage, parcourant l’Amérique, l'Europe et l’Extrême-Orient. Pendant son périple en Amérique latine il collabore avec les intellectuels qui animent la vie culturelle de l'époque : Ulises Estrella et les Tzánzicos à Quito; les Nadaistas à Cali; Sergio Mondragón au Mexique. Il a écrit Hablar con propiedad (Parler avec pertinence), illustré par le peintre catalan Josep María Berenguer et publié aux éditions du groupe littéraire et artistique « Le toit de la baleine » qui, depuis le Venezuela, a fait rayonner les mouvements de contre-culture des années 1960.
Il devient un dialecticien du mouvement pictural Nueva Presencia, avec Arnold Belkin et anime un espace sur les ondes de la Radio de l'Université du Mexique avec l'appui de son directeur, l’écrivain Max Aub.
Aux États-Unis, sa rencontre avec les poètes Allen Ginsberg et Lawrence Ferlinghetti vont accroître aussi son intérêt envers la vie spirituelle : le yoga et le zen.
Après un retour forcé en Argentine pour accomplir le service militaire, il s’embarque vers l'Europe où il découvre le Yi King (Yi Jing) en 1964 et commence une étude comparative des religions ayant comme objectif l’approfondissement du taoïsme. En 1969, il s’initie à la pratique du zazen, en tant que disciple du maître japonais Taisen Deshimaru, premier divulgateur du Zen en Europe. Ordonné moine zen en 1979 à Paris, il développe sa vie spirituelle à travers des voyages d'étude au Japon, en Chine et aux États-Unis, où il pratique le zazen avec d'autres maîtres, Philip Kapleau et Taizan Maezumi Roshi ; une trajectoire qui lui vaudra d’être invité aux rencontres de la Fondation Eranos, en 1991 par le traducteur du Yi King, Rudolph Ritsema.

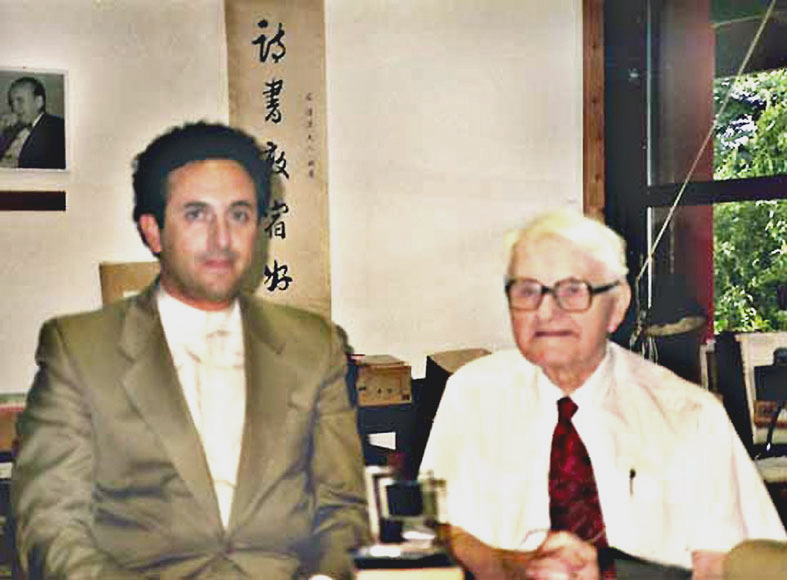
E. Saad Tobis avec J. Needham, Cambridge 1988.

Entre 1967 et 1974, il occupe un atelier à La Ruche, la résidence pour artistes conçue par Gustave Eiffel, se dédiant en même temps à la création artistique et à l’étude du zen dispensée à l’Association Zen Internationale, à Paris.
En 1978, il entame aussi une carrière de conférencier, donnant des exposés à l’université de Paris, Sorbonne et au Centre Georges Pompidou, à l'Institut belge des Hautes Études chinoises de Bruxelles, et dans divers instituts de Psychologie Gestalt, dont celui de Norberto Levy, en Amérique du Sud.

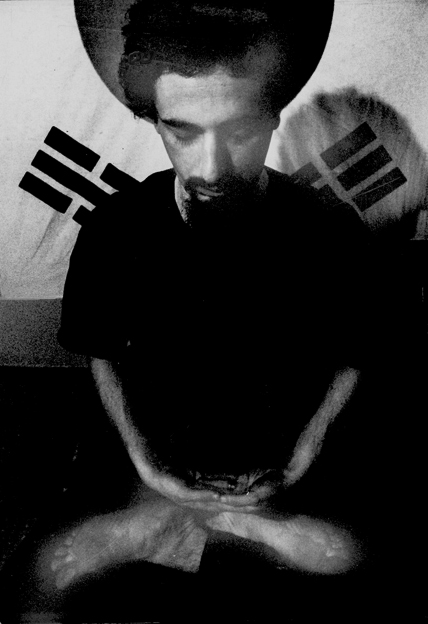
Ezechiel Saad Tobis, Tokyo 1970

Menant de front sa recherche sur les philosophies, la spiritualité et l’art, c’est à partir de 1984 qu’il commence à faire connaître ses investigations sur le Yi King (Yi Jing), en publiant divers essais en français, castillan et portugais. Ses écrits traitent des mythes et de l'histoire de l'Extrême-Orient, des notions de hasard et de déterminisme, de la santé et du bien-être. Il y met en rapport son expérience contemplative du zen et du bouddhisme tibétain avec la connaissance scientifique et les philosophies occidentales, suivant en cela la démarche du Dr Joseph Needham, qu’il rencontrera deux fois à Cambridge en 1986 et 1987, lorsqu’il était le directeur du Needham Institut.
En 1996, il crée l'École Internationale du Yi King à Paris. En 2003, il s’établit à Barcelone, où il continue sa tâche de créatif culturel, de conférencier et de consultant, en particulier à Casa Asia (Barcelone et Madrid) et à l’A.C.E.C., Association Collégiale d’Écrivains de Catalogne. Il applique ses connaissances du Yi King et du zen dans l’étude des problèmes concrets et diffuse ses recherches et réflexions avec le support des nouvelles technologies et des réseaux sociaux.

## Publications
- Yi King, Mythe et Histoire, frontispice de Henri Michaux, couverture de Zao Wou-Ki, Édition Sophora, Paris 1989.  (ISBN 2-907927-00-0). Disponible en versions espagnole et portugaise
- Hasard et Intuition, Préface de Jacques Brosse, Ed. Dervy, Paris, 1991  (ISBN 2-85076-438-8)
- Deviner l'inconscient / Adivinar el inconscient, Bilingue français ~ castillan, Éditions Punto, Barcelone 2009
- L’écriture chinoise, Édition École Internationale de Yi King, Barcelone 2011.
- Hablar con propiedad, Ediciones del Techo de la Ballena, Caracas, 1968. https://books.google.es/books/about/Hablar_con_propiedad.html
- Nirvāna, suma de arte y meditación, illustré de 58 dessins et kakemonos. Éditions AYN, Barcelona 2018.  (ISBN 9788409035267).

### Sources
- Marie Berrurier, Journal Télévisé de la chaîne FR3, Île-de-France, 28/12/92.
- Fred Jimenez, L'art prend possession de l'ordinateur, L'Est Républicain, juin 1992.
- Alain Castets, Journal Télévisé de la chaîne FR3 Nancy, juin et septembre 1992.
- Mari Carmen Ramirez, Inverted Utopias : Avant Garde Art in Latin America, 2004.